# 스베틀라나 크리벨료바
스베틀라나 블라디미로브나 크리벨료바(러시아어: Светлана Владимировна Кривелёва, 1969년 6월 13일 ~ )는 러시아의 육상 선수이다.

## 생애 및 선수 경력
크리벨료바는 러시아 브랸스크에서 태어났다. 크리벨료바는 1992년 하계 올림픽에서 금메달을 획득했다. IOC는 2004년 올림픽에서 샘플을 검사했으며 양성 판정이 나오면서 메달을 박탈하였다. 크리벨료바는 나제야 오스탑추크에게 자신의 3번째 자리를 양보했다.

## 같이 보기
- 올림픽 육상 여자 메달리스트 목록